# Hamilton-Skala
Die Hamilton-Skala (HAMD oder HAM-D) (Abkürzung für Hamilton rating scale for depression, kurz HRSD, HDRS, HDS), ist ein Diagnosewerkzeug zur Ermittlung der Schwere einer depressiven Störung.
Die Hamilton-Skala, eine so genannte klinische Fremdbeurteilungsskala, wurde 1960 von Max Hamilton eingeführt und bestand ursprünglich aus 17 Fragen (HDRS17). Andere Versionen enthalten 21 (HDRS21) oder 24 Fragen (HDRS24). Da aufgrund verschiedener Versionen Unklarheiten entstehen können, sollte die jeweilige verwendete Version angegeben werden.
Dabei soll der Untersucher (nicht der Patient selbst, daher „Fremdbeurteilung“) jeweils auf einer Punkteskala von 0 bis 4 oder 0 bis 2 beurteilen, wie schwer ein bestimmtes Symptom ausgeprägt ist. Beispiele sind Schuldgefühle, verschiedene Arten von Schlafstörungen, Hypochondrie oder Suizidgedanken.

## Schweregradeinteilung anhand der Werte
Die Einteilung des Schweregrads anhand der Werte schwankt selbstverständlich, in Abhängigkeit davon, welche Version der Hamilton-Skala man verwendet. Aufgrund der unterschiedlichen Anzahl an Fragen können unterschiedlich hohe Werte erreicht werden.
Als Ergebnis erhält man beispielsweise bei der HDRS21 mit 21 Fragen einen Zahlenwert zwischen 0 und 66, bei der häufiger verwendeten HDRS17 mit 17 Fragen einen Zahlenwert zwischen 0 und 51. Es existiert kein normierter Cut-off-Wert; in verschiedenen Studien wurden unterschiedliche Schwellen für eine leichte, mittelschwere bzw. schwere Depression festgelegt. 
Die S3-Leitlinie/NVL „Unipolare Depression“ gibt für die HDRS17 Skala mit 17 Items folgende Cut-Off-Werte an: 
- 0  –   8  Punkte:   Keine Depression bzw. klinisch unauffällig oder remittiert;
- 9  – 16  Punkte:   Leichte Depression;
- 17 – 24  Punkte:   Mittelschwere Depression;
- ≥ 25 Punkte:   Schwere Depression.

Die Stellung einer Depressionsdiagnose anhand des Cut-off-Wertes wird jedoch nicht empfohlen, weil der HDRS vor allem veränderungssensitiv konzipiert sei und sich somit eher für die Messung von Veränderungen im Verlauf eignet.

## Bearbeitungsdauer
Die Untersuchungsdauer inklusive Auswertung liege bei unter 15 Minuten.

## Kritik
Kritisiert wird, dass gleich drei Fragen sich auf das Schlafverhalten beziehen und der Test deswegen eine Verbesserung bei Schlafstörungen  im Vergleich zu anderen Bereichen stärker abbildet. Allein durch die Verbesserung des Schlafes können bis zu 6 Punkte gewonnen werden. Deswegen entstünde der Eindruck, dass sedierende Medikamente zu einer stärkeren Verbesserung führen, als aktivierende Medikamente. Auch kognitive und psychomotorische Symptome seien vergleichsweise unterrepräsentiert. Wegen der unterschiedlichen Gewichtung verschiedener Symptombereiche können deswegen trotz gleichem Wert sehr unterschiedliche Symptome vorliegen.
Die Hamilton-Skala sei eine unökonomische Skala, weil sie auf 5 bis 6 Fragen reduziert werden könne, ohne merkliche Einbußen bezüglich der Testgütekriterien (Reliabilität und Validität).